# Giro del Mendrisiotto
Der Giro del Mendrisiotto ist ein ehemaliges Radrennen im Süden der Schweiz. Das Eintagesrennen findet im Bezirk Mendrisio (Kanton Tessin) statt. Erste Austragung des Rennens war 1933, seitdem findet es regelmäßig fast jedes Jahr statt. Nur während des Zweiten Weltkriegs war der Rennbetrieb längere Zeit unterbrochen. Bis 1995 war es ein Amateur-Rennen und von 2002 bis 2004 ein Rennen der U23-Kategorie. Von 2005 bis 2011 war es Teil der UCI Europe Tour und hatte die Kategorie 1.2. Seit 2012 wird es wieder als Nationales Rennen ausgetragen. Rekordsieger ist Gilbert Glaus, der das Rennen dreimal gewinnen konnte.

## Sieger
| - 2012 Marcel Aregger - 2011 Mirco Saggiorato - 2010 Andreas Dietziker - 2009 Ignatas Konovalovas - 2008 Eddy Serri - 2007 Andreas Dietziker - 2006 Daniele De Paoli - 2005 Michele Maccanti - 2004 Giuseppe De Maria - 2003 Mariusz Wiesiak - 2002 Ruslan Hryschtschenko - 2001 Alexandre Moos - 2000 Felice Puttini - 1999 Valentino Fois - 1998 Felice Puttini - 1997 Beat Zberg - 1996 Salvatore Commesso - 1995 Ralph Gartmann - 1994 Peter Luttenberger - 1993 Christian Andersen - 1992 Serhij Uschakow - 1991 Daniel Huwyler - 1990 Pascal Jaccard - 1989 Barney Saint Georges - 1988 Scott Sunderland | - 1987 Daniel Huwyler - 1986 Stephen Hodge - 1985 Thomas Wegmüller - 1984 Benno Wiss - 1983 Richard Trinkler - 1982 Jürg Bruggmann - 1981 Gilbert Glaus - 1980 Gilbert Glaus - 1979 Kurt Ehrensperger - 1978 Stefan Mutter - 1977 Gilbert Glaus - 1976 Gabriele Mirri - 1975 Roland Schär - 1974 Ivan Schmid - 1973 Robert Thalmann - 1972 Xaver Kurmann - 1971 Josef Fuchs - 1970 Germano Mignami - 1969 Franco Maietti - 1968 Arthur Schlatter - 1967 Walter Richard - 1966 Vladimiro Palazzi - 1965 Hans Luethi - 1964 Hans Luethi - 1963 Gilbert Fatton | - 1962 Robert Hintermüller - 1961 Jean Jourden - 1960 Rolf Maurer - 1959 Arturo Sabbadin - 1958 Giancarlo Poiano - 1957 Fredy Rüegg - 1956 Adriano Di Gasperi - 1955 Armando Ceroni - 1954 Vittorio Mazzuchelli - 1953 Attilio Moresi - 1952 Fausto Lurati - 1951 Rino Benedetti - 1950 Hans Pfenninger - 1949 Remo Pianezzi - 1948 Keine Austragung - 1947 Franco Fanti - 1940–1946 Keine Austragung - 1939 Frank Kühn - 1938 Walter Diggelmann - 1937 Fermo Radaelli - 1936 Fermo Radaelli - 1935 Ettore Maestrani - 1934 Fausto Introzzi - 1933 Enrico Gerosa |